# Atlantide (Film)
Atlantide ist ein halbdokumentarischer Film von Yuri Ancarani, der im September 2021 bei den Internationalen Festspielen von Venedig seine Premiere feierte und im September 2022 in die deutschen Kinos kam.

## Handlung
Der 24-jährige Daniele lebt auf Sant’Erasmo, einer Insel am Rande der Lagune von Venedig. Während sich die anderen Menschen an Land vergnügen, versucht der junge Mann, die kleinen Lagunenbarkassen, die Barchinos, mit immer stärkeren Motoren zu versehen und so in gefährlich schnelle Rennboote zu verwandeln. Doch alle Versuche, seinen Namen in die Bestenliste zu bringen und sich damit den Respekt der anderen zu verdienen, scheitern.

## Produktion

### Filmstab und Machart
Regie führte Yuri Ancarani, der auch das Drehbuch schrieb und als Kameramann und Filmeditor fungierte.
Der 1972 in Ravenna geborene Ancarani machte sich vor allem als Videokünstler einen Namen. Bei seiner Arbeit mischte er Elemente des  Dokumentarfilms und zeitgenössischer Kunst, um Orte zu erkunden, die im Alltag eher unsichtbar sind. Im Jahr 2016 stellte er seinen Dokumentarfilm Die Herausforderung vor, der eine surreal wirkende Welt wohlhabender katarischer Scheichs zeigt. Für Atlantide verband er eine fiktive Geschichte mit seiner dokumentarischen Herangehensweise an Filme. Michael Meyns erklärt zu dem Ergebnis, Atlantide lasse reale Personen Versionen ihrer selbst spielen, inszeniere deutlich fiktive Szenen, sei aber dennoch kein Spielfilm. Was genau inszeniert und was dokumentarisch ist lasse sich nicht immer auseinanderhalten.

### Filmtitel und Drehort

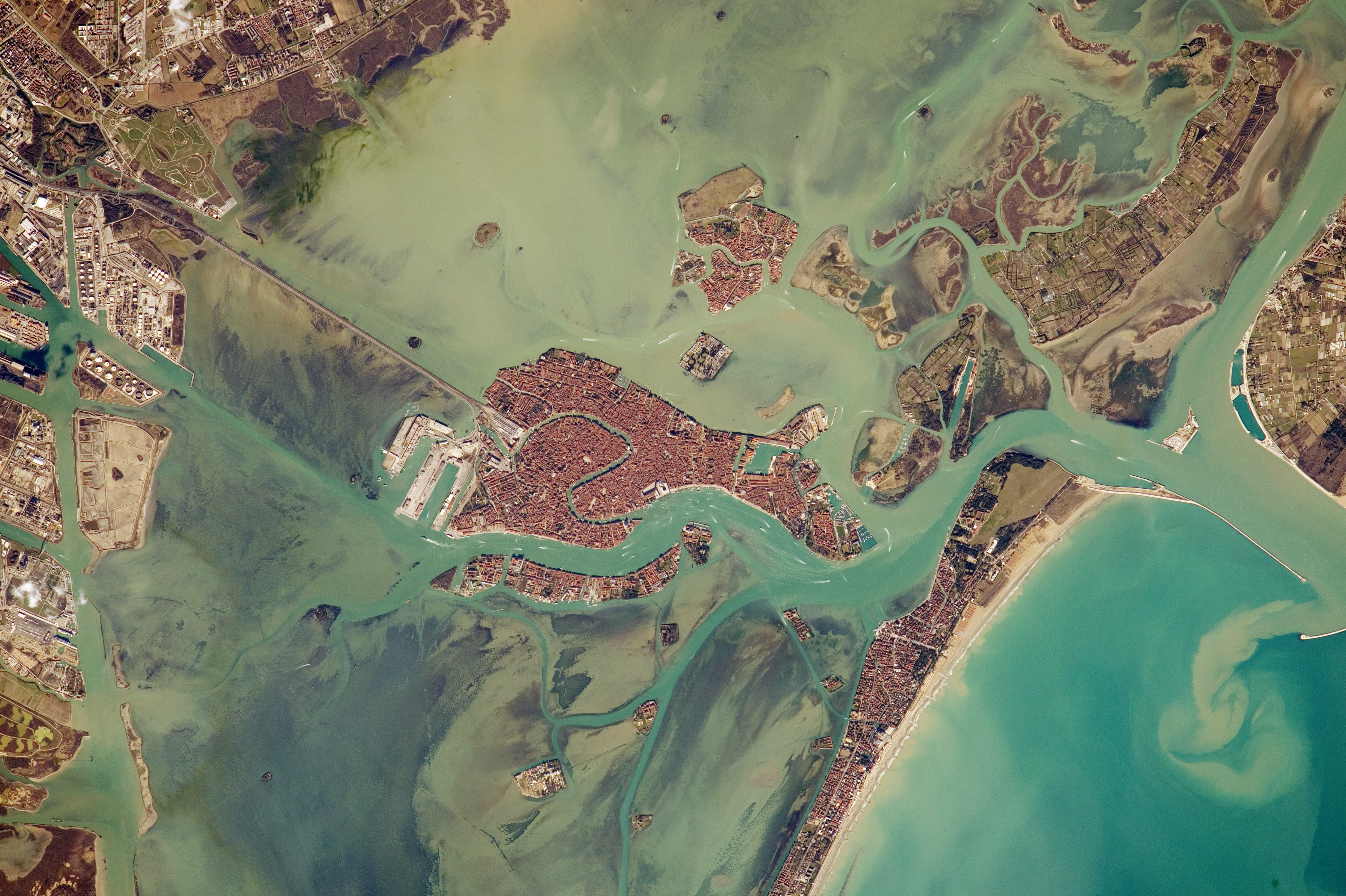
Sant’Erasmo ist die größte Insel in der Lagune von Venedig

Der Filmtitel bezieht sich auf die „Atlantiden“ oder auch Atlantier, eine in der Literatur übliche Bezeichnungen für ein fiktives Volk, das das erstmals in der Antike von Platon in den Dialogen Kritias und Timaios beschriebene mythische Inselreich Atlantis bewohnt haben soll. Ausgehend von ihrer „jenseits der Säulen des Herakles“ gelegenen Hauptinsel hatte dieses laut Platon große Teile Europas und Afrikas unterworfen, sei aber nach einem gescheiterten Angriff auf Athen um 9600 v. Chr. infolge einer Naturkatastrophe innerhalb „eines einzigen Tages und einer unglückseligen Nacht“ untergegangen.
Der Drehort Sant’Erasmo ist die größte Insel in der Lagune von Venedig und dient vor allem der Versorgung der Stadt mit Gemüse. Sie ist von Venedig aus mit öffentlichen Verkehrsmitteln erreichbar.

### Veröffentlichung
Der Film feierte am 2. September 2021 bei den Internationalen Festspielen von Venedig seine Premiere. Im Oktober 2021 wurde er beim Internationalen Filmfestival Warschau und beim Film Festival Cologne gezeigt. Ende des Monats wurde der Film bei der Viennale vorgestellt. Ende Januar, Anfang Februar 2022 wurde er beim Göteborg International Film Festival gezeigt. Im März 2022 wurde er beim Luxembourg City Film Festival vorgestellt. Ende März, Anfang April 2022 wurde er bei CPH:DOX, dem International Documentary Film Festival Copenhagen, gezeigt und hiernach beim Dokumentarfilmfestival Visions du Réel. Ende Mai, Anfang Juni 2022 erfolgten Vorstellungen beim israelischen Dokumentarfilmfestival Docaviv. Anfang Juli 2022 wurde der Film beim Internationalen Filmfestival Karlovy Vary in der Sektion Imagina und Ende Juli 2022 beim New Horizons International Film Festival gezeigt. Der Kinostart in Deutschland erfolgte am 8. September 2022.

## Rezeption

### Altersfreigabe und Kritiken

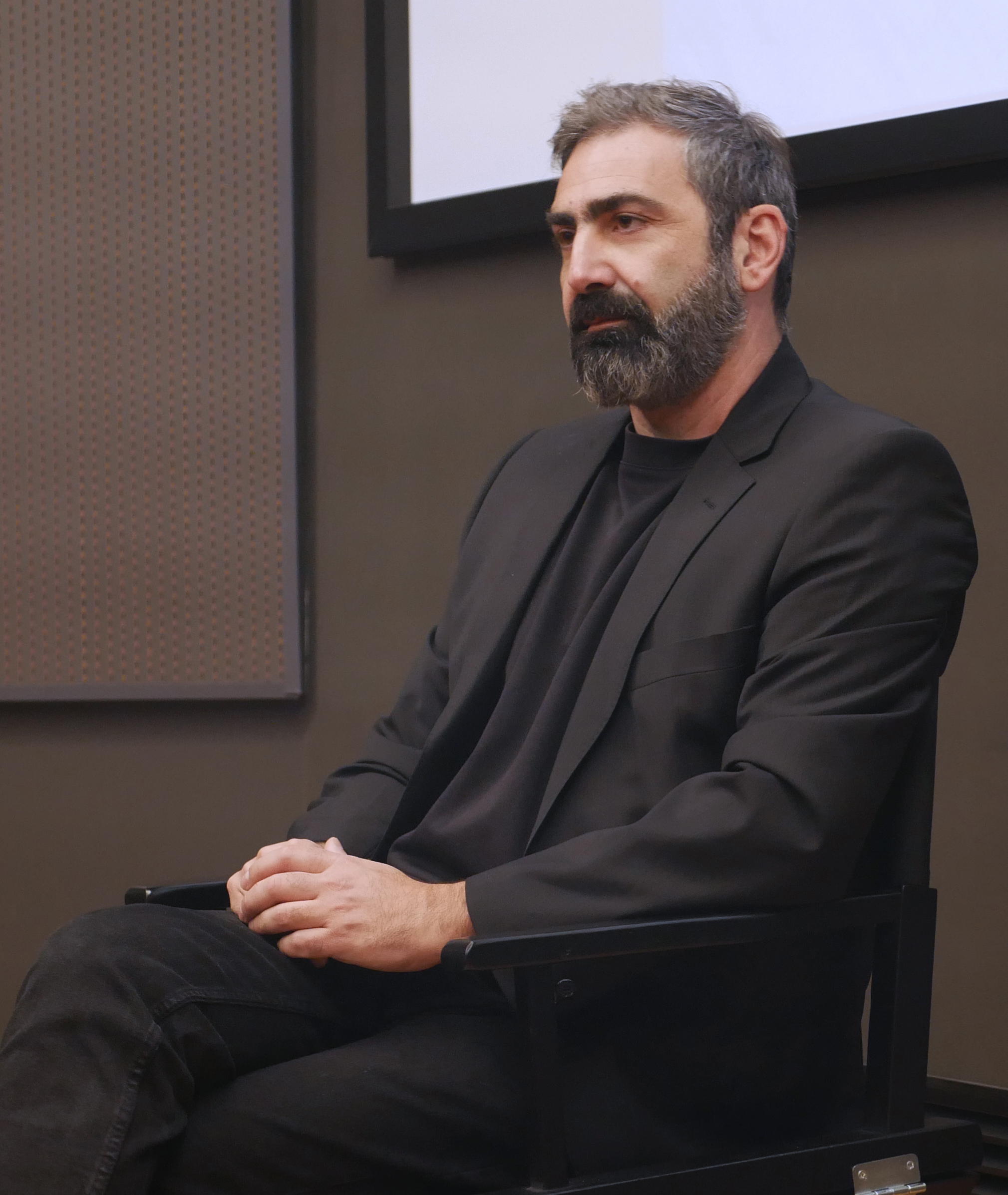
Regisseur Yuri Ancarani

In Deutschland wurde der Film von der FSK ab 16 Jahren freigegeben. In der Begründung heißt es, die Geschichte um Orientierungslosigkeit, männliche Initiationsriten und Lust an der Gefahr tauche oft in die Welt des Protagonisten ein., und in diesem Kontext könnten einzelne Darstellungen von Sex und Drogenkonsum sowie der häufig drastische, sexualisierte Sprachgebrauch sehr junge Zuschauer irritieren und überfordern.
Michael Meyns, Filmkorrespondent der Gilde deutscher Filmkunsttheater, schreibt in seiner Kritik, oft erinnere Atlantide an Videoinstallationen, an Arbeiten, die eher im musealen Kontext zu Hause sind, als im Kino. Dies sei jedoch kein Wunder, da der Italiener Yuri Ancarani doch eher im Kunstkontext bekannt ist. Ancaranis Ziel scheine es gewesen zu sein, ein traumhafte Atmosphäre zu erzeugen, die Venedig auf ganz ungewohnte Weise zeigt. Fern der touristischen Orte der Stadt spiele Atlantide und doch schwebe der Mythos Venedigs stets im Hintergrund mit: „Auf Holzpfeilern errichtet, versinkt Venedig unweigerlich im Meer, der Kampf gegen das Vergehen ist hier Lebensinhalt, was die Vergänglichkeit, den Unweigerlichen Tod noch deutlicher ins Bewusstsein rücken lässt, als an anderen Orten der Welt.“ Was Daniele und die Anderen Figuren in Atlantide antreibt, bleibe im vagen, so Meyns, der Film sei aber eine ungewöhnliche Erfahrung, ein enigmatischer Film, der zwischen konventionellen Kategorien existiert, wegen seiner Bilder und Töne aber unbedingt im Kino gesehen werden sollte.

### Auszeichnungen
Bolzano Film Festival Bozen 2022
- Nominierung im Dokumentarfilmwettbewerb[19]

Festival international du film de La Roche-sur-Yon 2021
- Nominierung im Nouvelles Vagues Competition (Yuri Ancarani)[20]

Internationale Filmfestspiele von Venedig 2021
- Nominierung als Bester Film für den Venice Horizons Award (Yuri Ancarani)

Luxembourg City Film Festival 2022
- Auszeichnung mit dem Orange Luxembourg Grand Prize[21]